# 鹿児島市海釣り公園
鹿児島市海釣り公園（かごしましうみづりこうえん）は、鹿児島県鹿児島市与次郎二丁目および鹿児島県鹿児島市桜島横山町にある海釣り公園である。それぞれ「鴨池海づり公園」および「桜島海づり公園」と呼ばれている。指定管理者は株式会社ビルメン鹿児島であり、正月三が日は半額開放するなど市民のスポーツレジャーに使用されている。

## 鴨池海づり公園

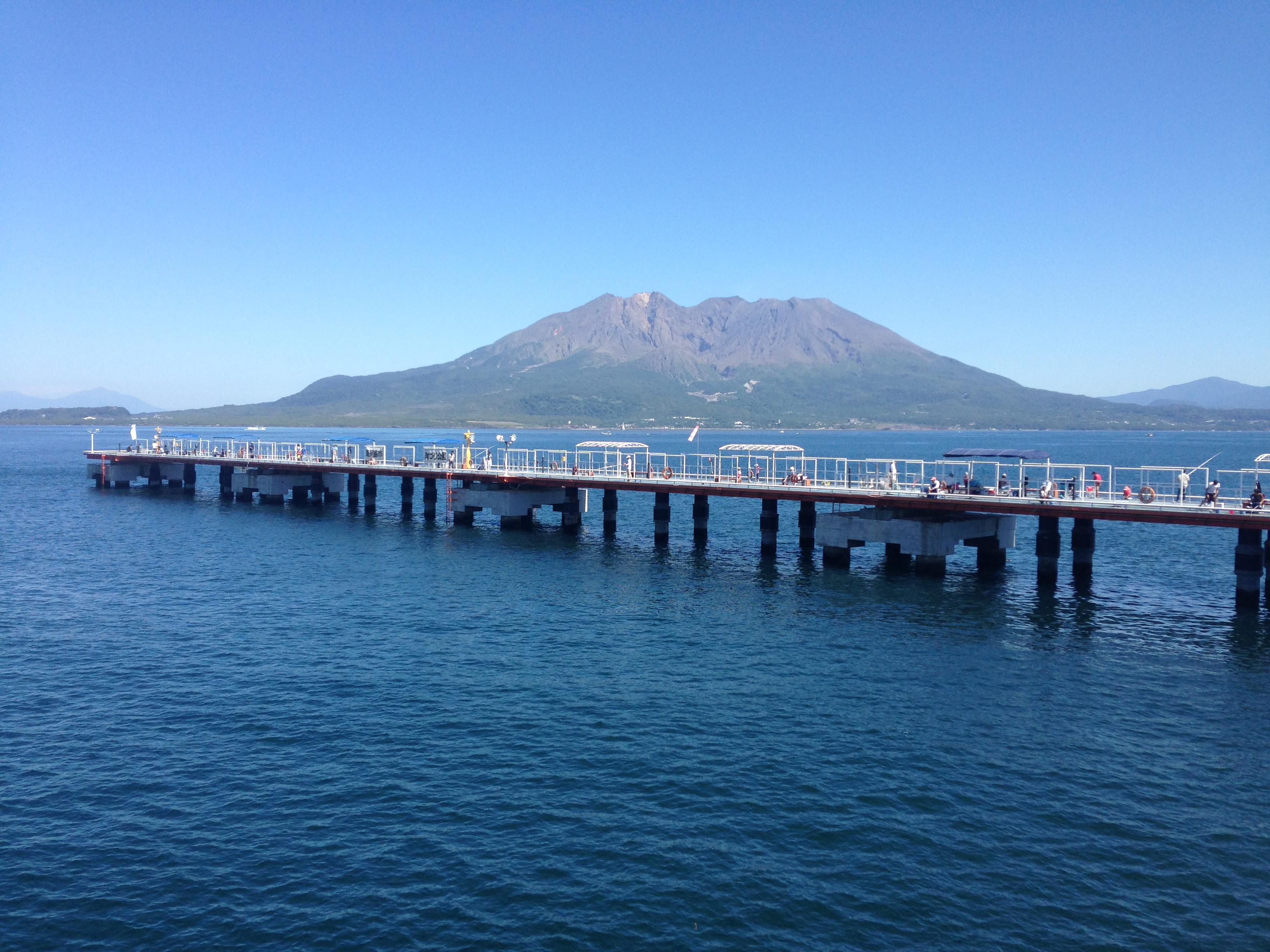
鴨池海づり公園

### 概要
埋立地から沖合へ約150mのL字型桟橋を伸ばしたもので、水深は21～25m。 潮流は比較的速い。
海底は砂地に漁礁が配置してある。

### 施設

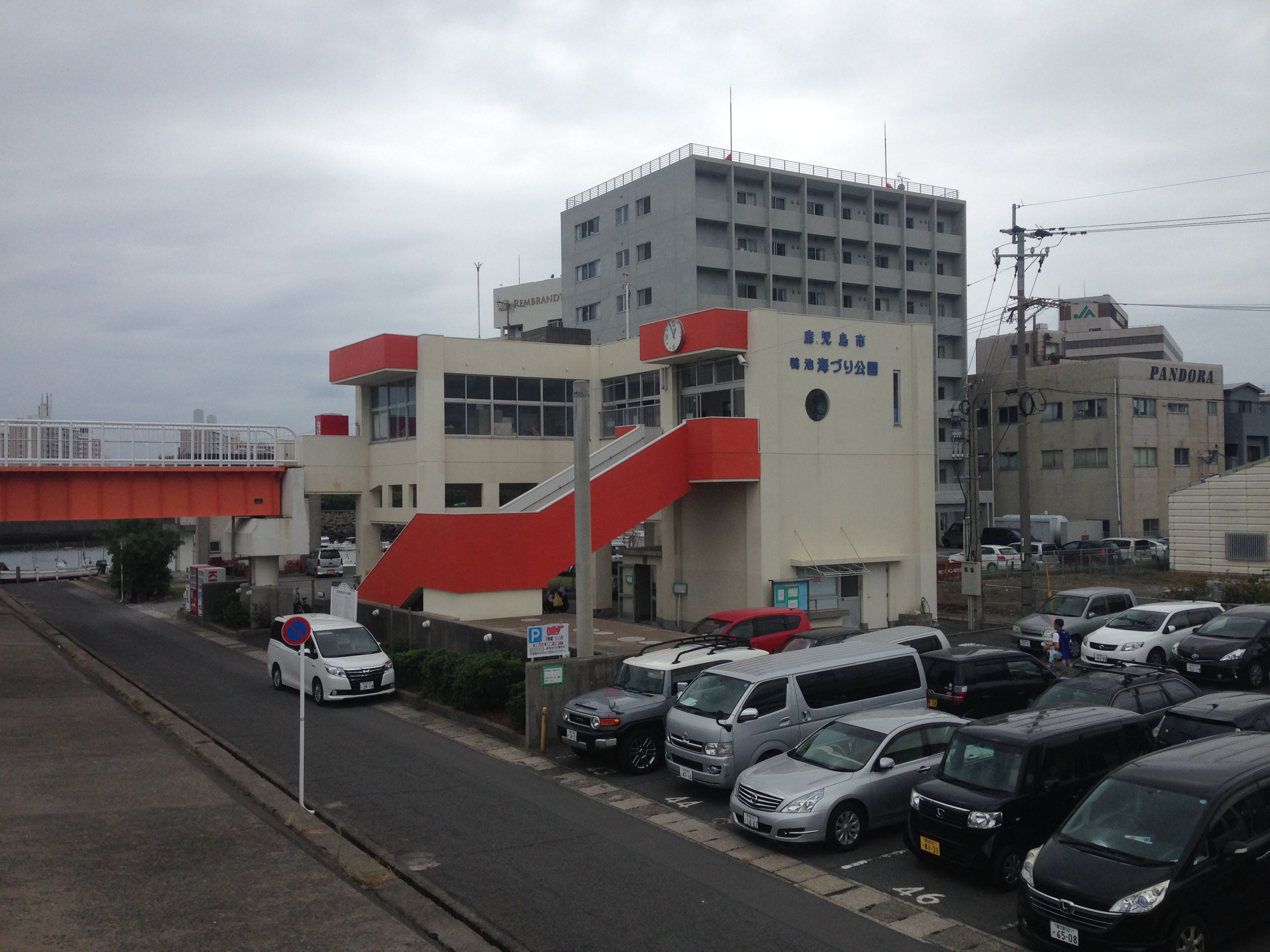
鴨池海づり公園建物

- 身障者用エレベーター
- 売店
- 駐車場:普通車59台、身障者用2台

### 住所
- 鹿児島市与次郎2-9-12

北緯31度33分25.1秒 東経130度33分43.4秒 / 北緯31.556972度 東経130.562056度

### アクセス
- 鹿児島中央駅から市営バス27番23分、海づり公園バス停下車、徒歩3分。
- 鹿児島中央駅から車で約15分
- 鹿児島インターチェンジから車で約15分
- 鴨池港から徒歩約10分

## 桜島海づり公園

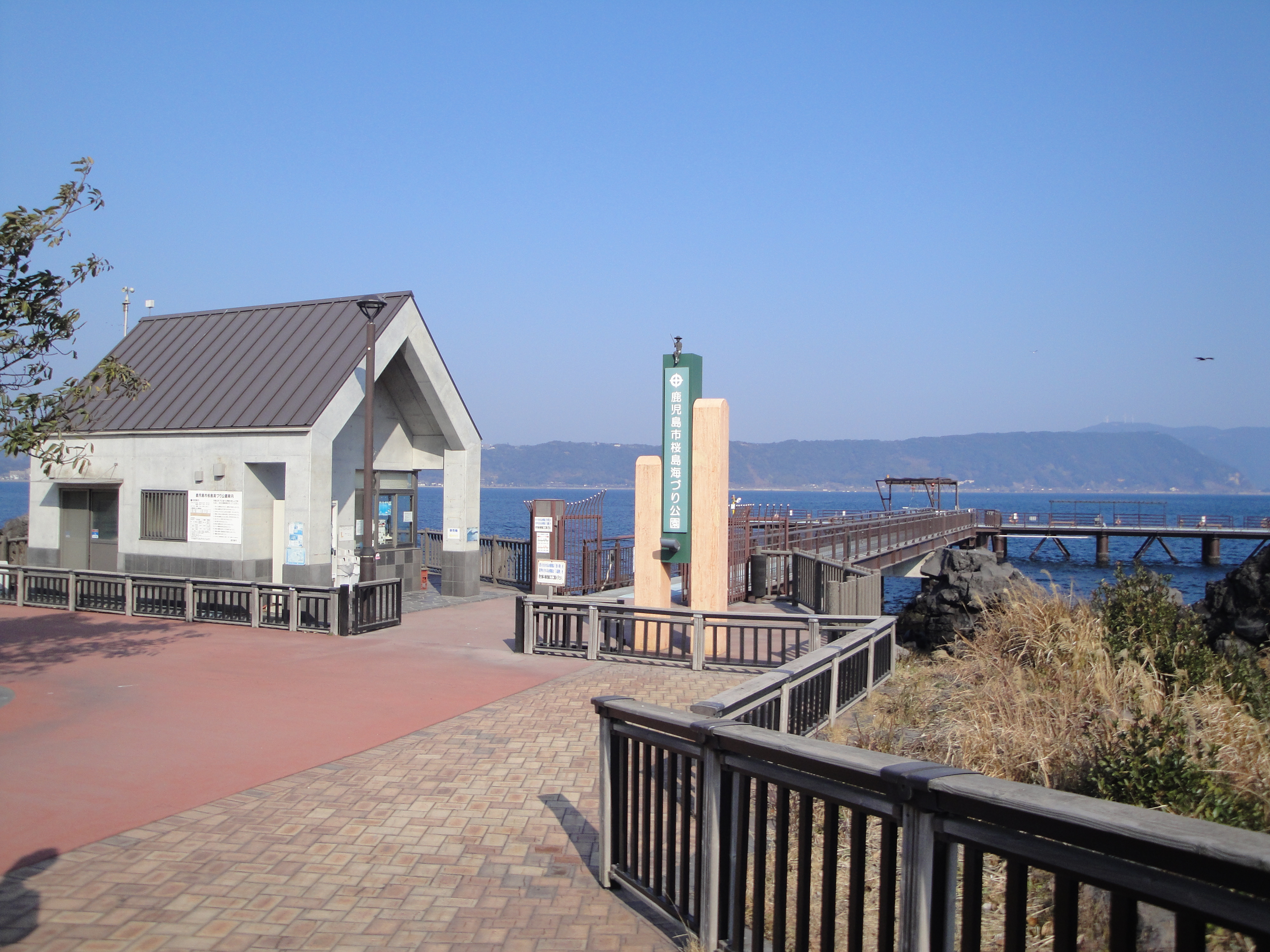
桜島海釣り公園

### 概要
溶岩海岸から沖へT字型に連絡橋及び釣台を設置したもので、水深は6～9m。 潮流は比較的速い。海底は溶岩の岩石が積もった間隙の多い岩場を利用している。

### 施設
- 売店
- 駐車場

### 住所
- 鹿児島市桜島横山町1722-3

北緯31度35分30.2秒 東経130度35分40.1秒 / 北緯31.591722度 東経130.594472度

### アクセス
- 桜島フェリー桜島フェリーターミナル（桜島港）から海岸沿いを西に徒歩約10分